# All-Star Superman (film)
Cet article concerne le film d'animation. Pour le comics, voir All-Star Superman.
Pour plus de détails, voir Fiche technique et Distribution.
All-Star Superman est un film d'animation américain réalisé par Sam Liu, sorti directement en vidéo en 2011, 10e film de la collection DC Universe Animated Original Movies.
Le film est une adaptation des comics All-Star Superman écrits par Grant Morrison et dessinés par Frank Quitely, et publiés entre 2005 et 2008 par DC Comics. Il est inédit en France, cependant la version française est incluse sur le Blu-ray américain et il est diffusé sur Toonami en 2017.
Une réédition Blu-ray 4K Ultra HD sort en 2023, accompagnée de deux nouveaux bonus « The Art of All-Star Superman » et « An All-star Salute to the Silver Age Superman ».

## Synopsis
Alimenté par la haine et la jalousie, Lex Luthor monte un complot élaboré ayant pour but de tuer l'homme d'acier. Luthor parvient à atteindre son objectif en empoisonnant Superman par rayonnement solaire, celui-ci meurt alors petit à petit. Avec les quelques semaines qui lui reste à vivre, il réalise les rêves de sa vie, en particulier révéler sa véritable identité à Lois Lane, jusqu'à ce que Luthor révèle son plan ultime pour contrôler le monde sans qu'il n'y ait de héros pour l’arrêter. Ses forces l'abandonnant, Superman s'engage dans une bataille mortelle contre Luthor, bataille pouvant mettre fin au plus grand protecteur de la Terre.

## Fiche technique
- Titre original : All-Star Superman
- Réalisation : Sam Liu
- Scénario : Dwayne McDuffie, d'après les comics de Grant Morrison et Frank Quitely, et les personnages de DC Comics
- Musique : Christopher Drake
- Direction artistique du doublage original : Andrea Romano
- Montage : Margaret Hou
- Animation : Yun-Jae Ko, Sunki Kang, Jin-Hae Lee, Ki-Joon Kim, James T. Walker
- Production : Bruce Timm
  - Coproduction : Alan Burnett
  - Production déléguée : Sam Register
- Sociétés de production : Warner Bros. Animation et DC Entertainment
- Société de distribution : Warner Premiere
- Pays de production :  États-Unis
- Langue originale : anglais
- Genre : animation, super-héros
- Durée : 76 minutes
- Dates de sortie :
  - États-Unis : 22 février 2011
  - France : 13 janvier 2017 (Diffusion TV)[2]
  - France : 26 avril 2023 (réédition Blu-ray Ultra HD)[3]
- Classification : PG (accord parental souhaitable) aux États-Unis

 Sauf indication contraire, les informations mentionnées dans cette section peuvent être confirmées par la base de données cinématographiques IMDb,  présente dans la section « Liens externes ».

## Distribution

### Voix originales
- James Denton : Superman / Clark Kent
- Christina Hendricks : Lois Lane
- Anthony LaPaglia : Lex Luthor
- Edward Asner : Perry White
- Obba Babatundé : Le juge
- Steven Blum : Atlas
- Linda Cardellini : Nasthalthia Luthor
- Cathy Cavadini : Floral
- Frances Conroy : Martha Kent
- Alexis Denisof : Dr Leo Quintum
- John DiMaggio : Samson
- Robin Atkin Downes : Solaris
- Michael Gough : le Parasite
- Matthew Gray Gubler : Jimmy Olsen

### Voix françaises
- Emmanuel Jacomy : Superman / Clark Kent
- Véronique Desmadryl : Lois Lane
- Marc Alfos : Lex Luthor
- Thierry Murzeau : Perry White, Le juge, Solaris
- Michel Vigné : Atlas
- Vanina Pradier : Nasthalthia Luthor, Floral, Martha Kent
- Vincent Ropion : Dr Leo Quintum, Samson
- Marc Perez : le Parasite
- Yoann Sover : Jimmy Olsen

Société de doublage VF : Dubbing Brothers
 Source : voix originales et françaises sur Latourdesheros.com.

## Accueil

### Accueil critique
Le site IGN donne une note de 7⁄10 pour le Blu-ray, louant les graphismes, mais déclarant : « il y a trop de discussions, trop de personnages et trop de détours des chemins qui ne constituent pas grand-chose à la fin ».
ComicsAlliance (en) critique certaines modifications apportées dans l'adaptation, en particulier celles qui impliquent la mort de Superman, mais conclut en louant au film « une image très agréable, et l'un des meilleurs films DC ».
En France, le film reçoit des critiques globalement bonnes, notamment sur le site Allociné, avec une note de 3,6 étoiles sur 5 par les spectateurs.

### Ventes
Aux États-Unis, deux semaines après sa sortie, le 8 mars 2011, le film s'est vendu a 125 000 exemplaires, gagnant alors 2 010 000 $. All-Star Superman rapporta 4 701 620 $ pour les ventes du DVD et 2 374 831 $ pour les ventes du Blu-ray, soit un total de 7 076 451 $.

## Distinctions

### Récompenses
- BTVA Awards 2011 : meilleur ensemble de performance vocale dans un television special/Direct-to-video ou court métrage[10].

### Nominations
- BTVA Awards 2011 : meilleure performance vocale féminine dans un television special/Direct-to-video ou court métrage pour Christina Hendricks dans le rôle de Lois Lane[10].